# O.Torwald
O.Torwald (ukrainisch О.Торвальд) ist eine ukrainische Band.

## Geschichte
O.Torwald wurde 2005 in Poltawa gegründet, brachte das erste kommerzielle Lied jedoch erst 2007 heraus.
2017 nahm O.Torwald mit dem Lied Time am ukrainischen Vorentscheid zum Eurovision Song Contest teil. In der Vorrunde konnte sie am 18. Februar mit je einem zweiten Platz in Tele- und Juryvoting auf Platz eins ins Finale einziehen, wo sie am 25. Februar erneut mit zwei zweiten Plätzen den Gesamtsieg holen konnte. Daher vertraten sie die Ukraine beim Eurovision Song Contest 2017 im eigenen Land in Kiew, nachdem im Jahr zuvor Jamala den Wettbewerb ins Land holen konnte. Mit 36 Punkten kam die Band auf Platz 24 von 26 Finalteilnehmern.

## Diskografie

### Alben
- 2008: O.Torwald
- 2011: W tobi
- 2012: Prymat
- 2014: Ty Je
- 2016: #naschiljudywsjudy

### Singles
- 2008: Potschuttja
- 2009: Ne hrusy
- 2010: UJ
- 2010: Katschaj
- 2011: Nas dwoje
- 2012: Bes tebe
- 2012: Mr. DJ
- 2014: Wse spotschatku
- 2014: Kryk
- 2016: Kyjew Dnem y Notschju
- 2016: Wyrwana
- 2016: #naschiljudywsjudy
- 2016: Twoj duch – twoe oruschye
- 2017: Time

## Galerie

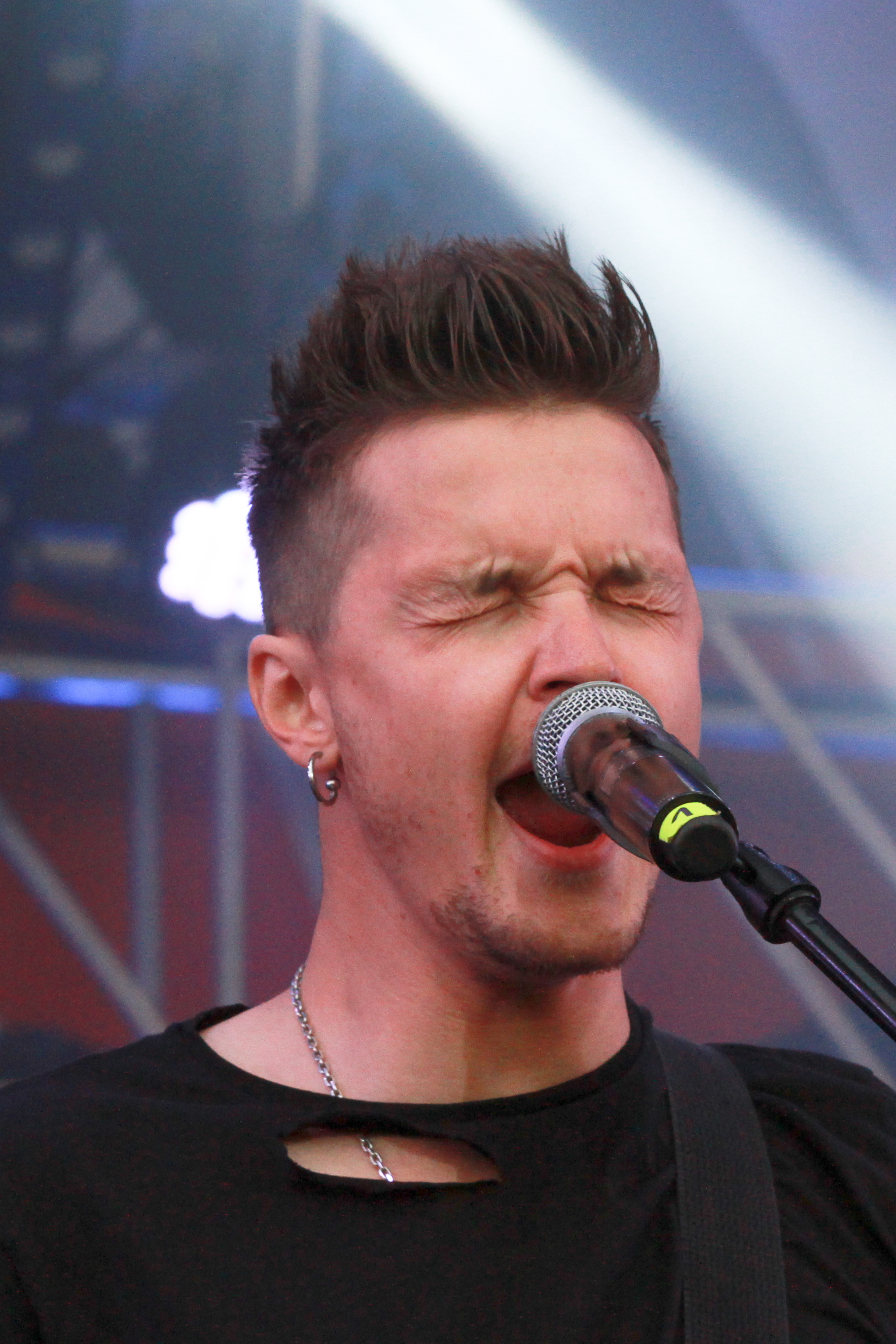
Jewhen Halytsch
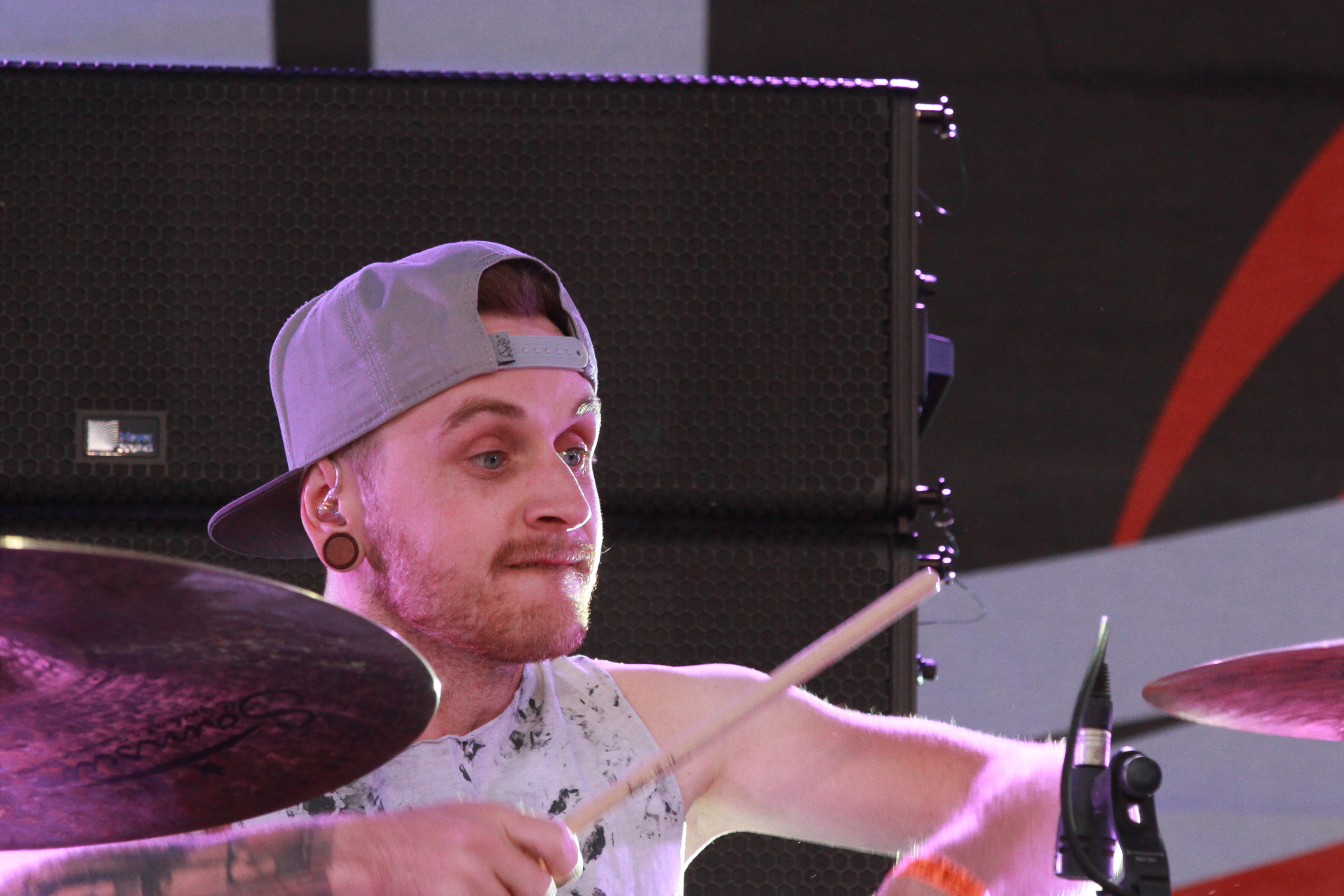
Oleksandr Solocha
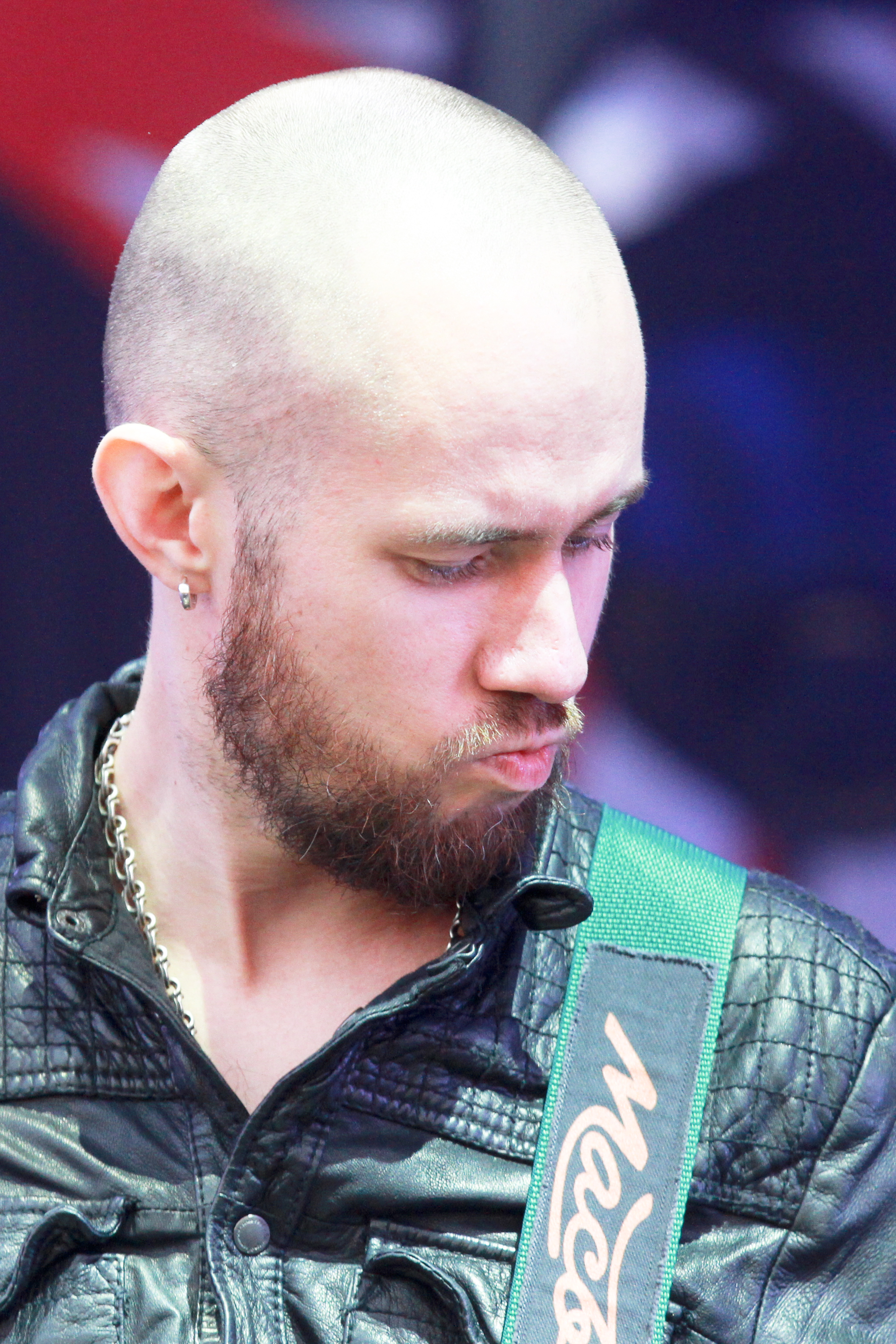
Denys Misjuk
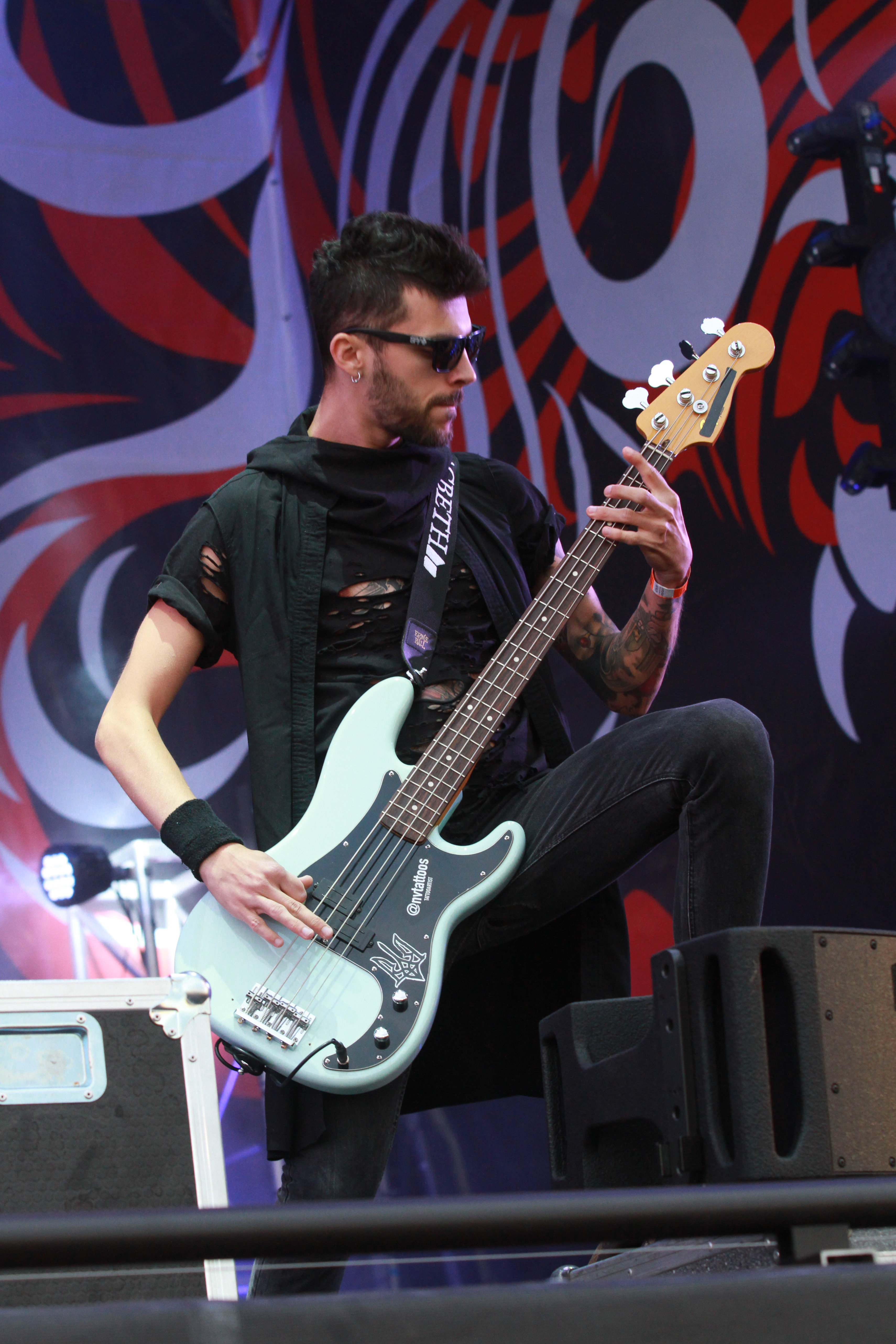
Mykyta Wassyljew
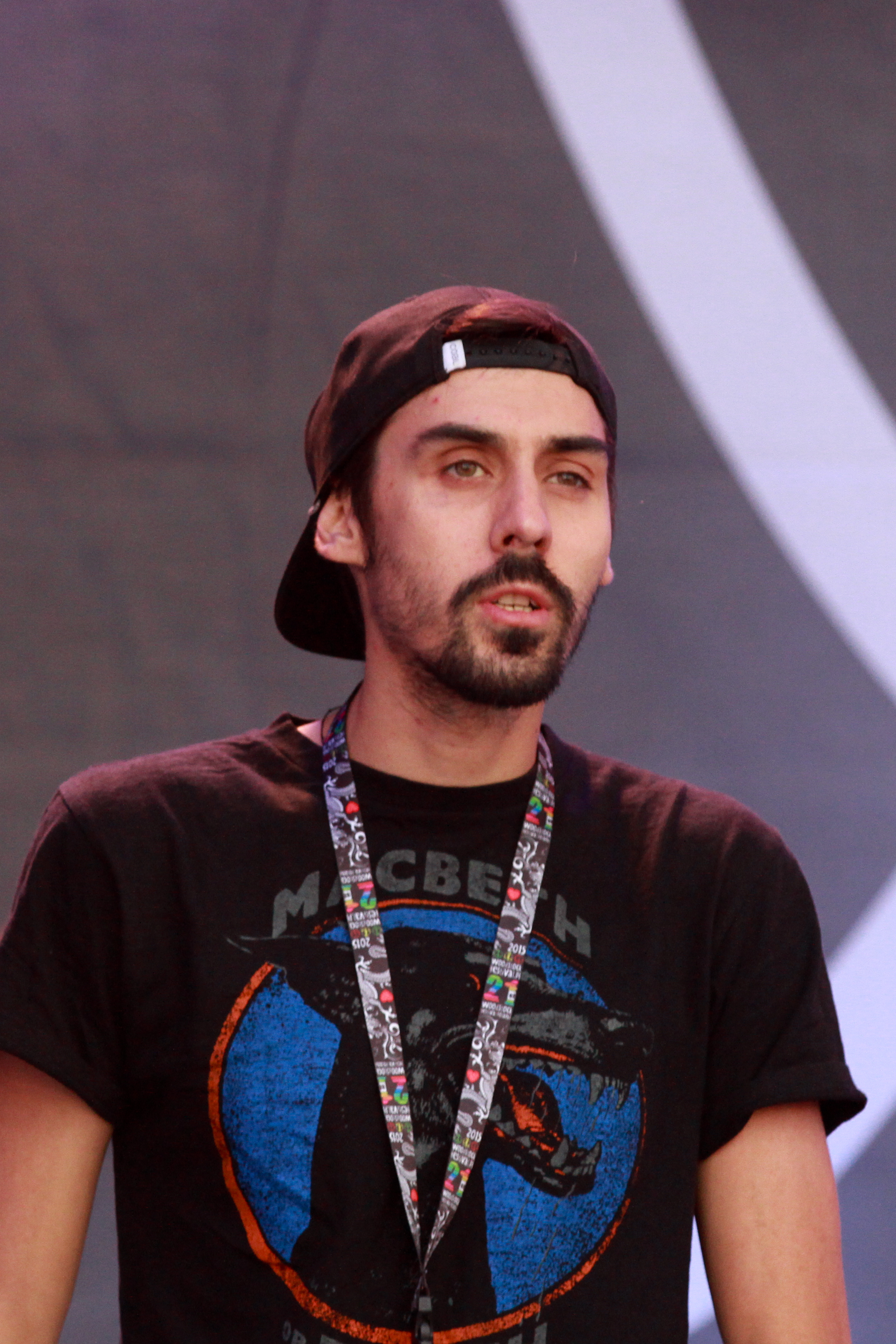
Mykola Rajda